# Kunstausstellung Eisen und Stahl

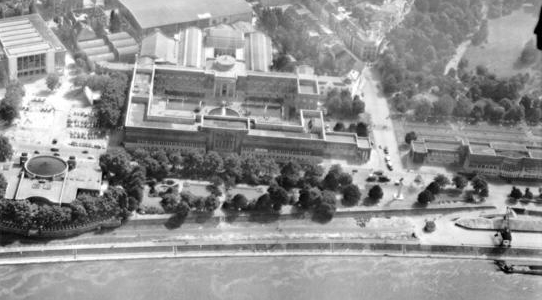
Ehrenhof in Düsseldorf, Ort der Kunstausstellung Eisen und Stahl, Luftbild aus den 1950er Jahren

Die Kunstausstellung Eisen und Stahl war ein Kultur- und Ausstellungsprojekt von Verbänden der westdeutschen Stahlindustrie, das in den Jahren 1951 und 1952 in Düsseldorf durchgeführt wurde. Es bestand aus der Auslobung von Preisen für teilnehmende Künstler und einer zweiteiligen Kunstausstellung unter dem Thema „Eisen und Stahl“. Zu dem Kunstwettbewerb waren Beiträge „aller künstlerischer Richtungen“ zugelassen; teilnehmen konnten nur Künstler aus Westdeutschland und West-Berlin. Viele der in der Hauptausstellung gezeigten Werke zählten zur Industriemalerei und Industriekultur. Das Projekt war in seiner Dimension, Art und Ausrichtung ein Unikum privaten Sponsorings in der Nachkriegszeit in Deutschland und knüpfte in neuer Form an das industrielle Mäzenatentum der Vorkriegszeit an.

## Geschichte
Auf die wirtschaftlichen Nöte Kunstschaffender machten in der Nachkriegszeit eine Reihe von zeitgenössischen Veröffentlichungen aufmerksam. Das Land Nordrhein-Westfalen versuchte im Rahmen einer Künstlernothilfe auf diese Situation zu reagieren. Verbände der deutschen Grundstoffindustrien von Eisen und Stahl, die im Zuge des Wiederaufbaus kriegszerstörter Städte einen Nachkriegsboom erlebten, erinnerten sich angesichts dessen ihrer mäzenatischen Traditionen, wie sie sich in der Familie Krupp oder in Ernst Poensgen, Paul Reusch und August Thyssen verkörpert hatten, und ließen in ihren Reihen bis Anfang 1951 den Plan einer „Kunstausstellung Eisen und Stahl“ in Düsseldorf reifen. Mit Blick auf den Ost-West-Konflikt erklärten die Unternehmer gegenüber der nordrhein-westfälischen Landesregierung im Juli 1951, sie wollten mit ihrer Initiative außerdem der „Propaganda der Ostzone entgegentreten, die westdeutsche Künstler für ihre Ziele einzufangen suche“.
Sieben Verbände – die Wirtschaftsvereinigung Eisen- und Stahlindustrie, die Beratungsstelle für Stahlverwendung, der Verein deutscher Eisenhüttenleute, die Wirtschaftsvereinigung Gießereien, der Deutsche Stahlbau-Verband, der Wirtschaftsverband Stahlverformung und die Wirtschaftsvereinigung Ziehereien und Kaltwalzwerke – ließen ein Kuratorium konstituieren, dem neben Kunsthistorikern auch Ministerialrat Josef Busley aus dem nordrhein-westfälischen Kultusministerium und der Düsseldorfer Architekt Hans Boventer, geschäftsführender Vorsitzender des Bundes deutscher Landesberufsverbände Bildender Künstler, angehörten. Das Kuratorium einigte sich auf ein Ausstellungskonzept und auf die personelle Besetzung einer Jury aus acht Künstlern und einem Kunsthistoriker, die als Preisgericht die Aufgabe hatte, aus den Einsendungen eine Auswahl zeitgenössischer Kunst zu treffen. Die teilnehmenden Künstler hatten ihre Arbeiten zwischen dem 1. und 31. März 1952 einzusenden. Das Kuratorium wurde von dem Maler Lorenz Bösken in dessen Funktion als Vorsitzender des Landesverbandes Bildender Künstler Nordrhein-Westfalen kritisiert, weil sein Verband sich bei der Zusammenstellung der Jury übergangen fühlte.
Von den sieben Stahlindustrie-Verbänden warb Boventer anfangs 20.000 DM für die Organisation des Projekts und bis zum Ausstellungsbeginn einschließlich der Preisgelder eine Summe von insgesamt 300.000 DM ein. Das Land Nordrhein-Westfalen steuerte aus öffentlichen Mitteln einen Beitrag von 15.000 DM bei, der sich durch Einnahmen aus der bei der Verlosung von Kunstwerken anfallenden Lotteriesteuer mehr als amortisierte.
In einer ersten Ausstellung, die den Titel „Die ‚Jury‘ stellt aus“ trug, zeigten die neun dem Preisgericht angehörenden Personen vom 2. Dezember 1951 bis zum 20. Januar 1952 in der Kunsthalle Düsseldorf ihre Werke. Dies waren Max Burchartz (Essen), Ludwig Gies (Köln), Erich Heckel (Karlsruhe), Stephan Hirzel (Kassel), Heinrich Kamps (Düsseldorf), Gerhard Marcks (Köln), Hans Mettel (Frankfurt am Main), Robert Pudlich (Düsseldorf) und Edwin Redslob (Berlin). Die Veranstaltung wurde als „Auftakt für die Kunstausstellung Eisen und Stahl“ plakatiert.
Die Hauptausstellung fand vom 30. April bis 2. Juni 1952 im 1925 umgebauten Altbau des Kunstpalastes am Düsseldorfer Ehrenhof (Ausstellungspalast und Maschinenhalle) statt. Sie gliederte sich in drei Abteilungen:

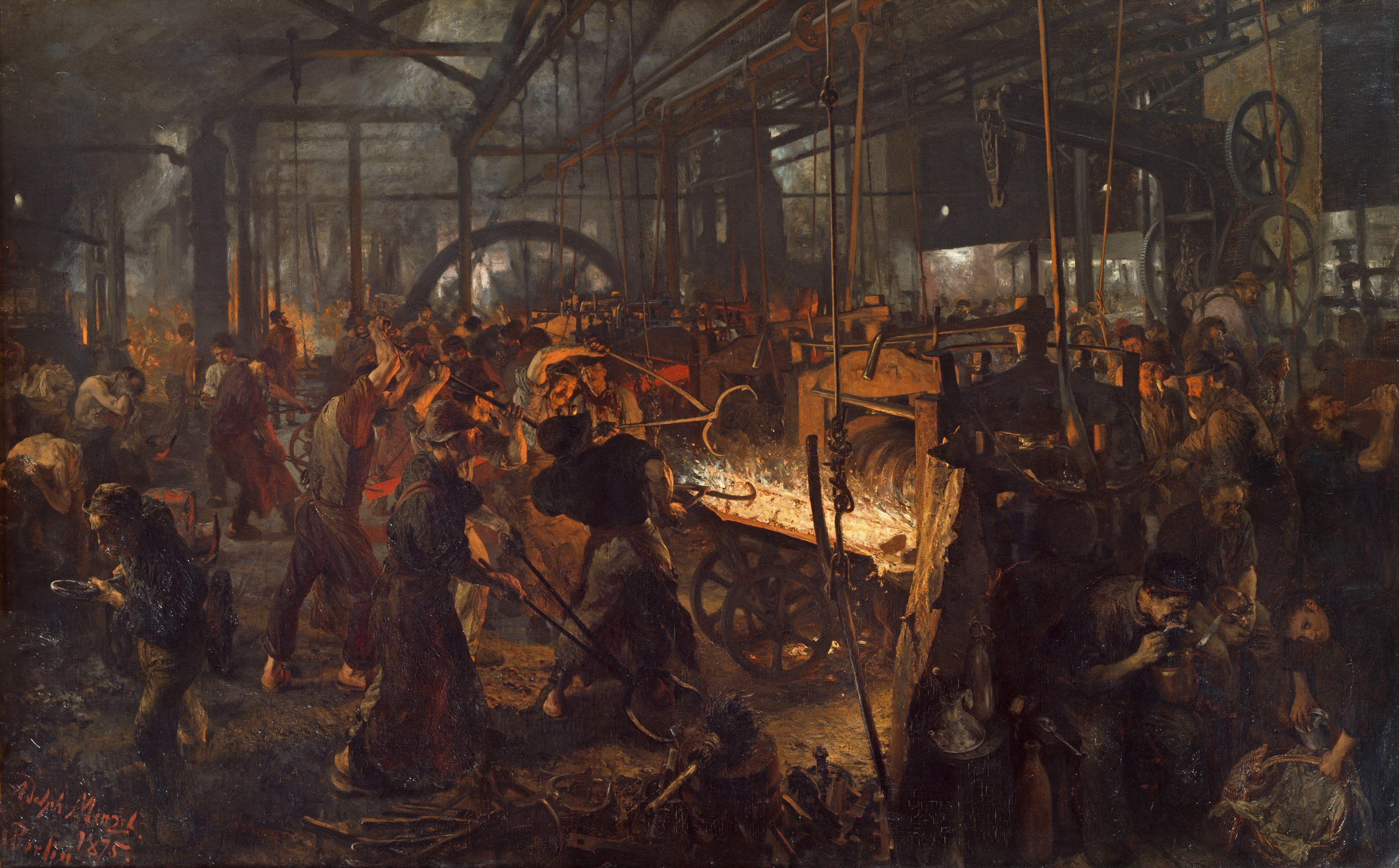
Adolf von Menzel: Eisenwalzwerk, 1875

- Abteilung A war die von Werner Doede, dem Direktor der Städtischen Kunstsammlungen Düsseldorf, kuratierte Ausstellung „Eisen und Stahl in der Kunstgeschichte“. Doede versuchte sie mit einzelnen historischen Exponaten aus Eisen so zu gestalten, dass der Betrachter die „stilgebundene Vergangenheit der Formgebung“ und „tüchtige Werkgerechtigkeit“ der Stücke sachlich würdigen konnte. Als „point de vue“ stellte er Objekte kontrapunktisch gegenüber, so neben einen schmucklosen, aber funktionellen Harnisch einen reichverzierten Prunkharnisch aus späterer Zeit, neben eine urtümlich-bäuerlich geschmiedete Leonhardskultfigur den in Eisen geschnittenen hessischen Landgrafen und neben die ergreifende monumentale Grabplatte des jungen Grafen Einsiedel einen Miniaturgoethe auf dem Tintenfass.[6] Zu den Hauptwerken der kunsthistorischen Ausstellung zählte das Monumentalbild Eisenwalzwerk von Adolph von Menzel.

- Abteilung B war die eigentliche Kunstausstellung von 540 zeitgenössischen Objekten der bildenden Kunst (Gemälde, Plastiken und Angewandte Kunst), die das Preisgericht aus der Menge der eingegangenen 4700 Beiträge als ausstellungswürdig befunden hatte. Zur Wettbewerbsteilnahme waren die Künstler darum gebeten worden, zwei Arbeiten einzureichen, davon mindestens eine themengebundene Arbeit zu „Eisen und Stahl, der Eisen schaffenden oder Eisen verarbeitenden Industrie oder den dort tätigen Menschen“. Eine Arbeit war ihnen thematisch freigestellt, um einen größeren Spielraum für nicht-gegenständliche Kunst zu schaffen. Die Künstler entschieden sich aber zu etwa 80 Prozent für themengebundene Werke, darunter viele Darstellungen von Hochöfen, Schmiedepressen und Walzstraßen, die sie durch Besuche in Werksanlagen studiert hatten. Durch die Selektion der Jury gelangten besonders Arbeiten des Expressionismus, Kubismus, Surrealismus und der Abstrakten Kunst zur Ausstellung.

- Abteilung C zeigte „Erzeugnisse der Eisen- und Stahlindustrie“ sowie unter dem Titel „Eisen und Stahl in der bildenden und angewandten Kunst“ eine Sonderschau von rund 1000 Objekten, die von der Jury für die Kunstausstellung in Abteilung B nicht ausgewählt worden waren, aber dennoch gezeigt werden sollten. Alle Kunstwerke aus den Abteilungen B und C konnten auf Anregung von Ministerialrat Josef Busley durch Verlosung erworben werden.

Den mit 6000 DM dotierten ersten Preis in der Kategorie Malerei und Plastik gewannen Helmut Bischoff (* 1926) für das abstrakt komponierte Tempera-Bild Lokomotive und Alfred Haller (1921–1957) für eine Werklandschaft. Zweite Preise erhielten Artur Buschmann und Fritz Winter, dritte Preise Hubert Berke und Gerhard Holz. In der Kategorie Angewandte Kunst wurden Heinrich Kühner mit dem ersten Preis sowie Curt Lahs und Gerhart Schreiter mit dem zweiten Preis ausgezeichnet. Zu den weiteren Preisträgern zählte auch der junge Joseph Beuys, damals Meisterschüler von Ewald Mataré an der Kunstakademie Düsseldorf, der zum Wettbewerb das Eisenguss-Relief einer Pietà eingereicht hatte. Die Auszeichnung stellte Beuys in seinem 1964 veröffentlichten Lebenslauf ironisch dar: „1952 Düsseldorf 19. Preis bei ‚Stahl und Eisbein‘“.
Die Kunstausstellung stand unter der Schirmherrschaft des nordrhein-westfälischen Ministerpräsidenten Karl Arnold. Am 20. Mai 1952 wurde sie auch von Bundespräsident Theodor Heuss besichtigt.